# Melanagromyza praesignis
Melanagromyza praesignis är en tvåvingeart som beskrevs av Spencer 1977. Melanagromyza praesignis ingår i släktet Melanagromyza och familjen minerarflugor. Inga underarter finns listade i Catalogue of Life.